# Javad Daraei
Javad Daraei (persa: جواد دارایی, nacido el 27 de febrero de 1992) es un director de cine, guionista y cineasta iraní especializado en cine y cinematografía. Es exalumno del Instituto de Estudios Avanzados en Humanidades (IASH) de la Universidad de Edimburgo. Es conocido por dirigir los cortometrajes 'No me gusta ella' (2016) y 'Límite' (2017), así como por su debut cinematográfico 'Metamorfosis en el Matadero' (2021). 

## Películas

### Largometrajes
- Metamorfosis en el Matadero (2021)

### Cortometrajes
- Ella no me gusta [8] (2016)
- Límite [9] (2017)